# Andrés Muriel
Andrés Muriel (Abejar, 26 de noviembre de 1776-La Gallega, Burgos, 1845) fue un historiador, catedrático y clérigo español. 

## Biografía
Tras realizar estudios eclesiásticos, Andrés Muriel fue catedrático de Filosofía y Letras en la Universidad de Santa Catalina, de El Burgo de Osma, y abad de Santa Cruz.
La Sociedad Económica de Amigos del País de Soria le encargó el elogio fúnebre de su vicedirector, Francisco Ayuso y Peña, también canónigo de la Santa Iglesia de Osma.
Afrancesado, en Madrid perteneció a la logia Beneficencia de Josefina, integrada en la Gran Logia Nacional, la primera logia masónica netamente española. Tras la caída de José Bonaparte, buscó refugio en Francia y allí vivió casi hasta su fallecimiento. De 1814 hasta su muerte, obtuvo sustento de los recursos que le proporcionaban sus obras. Por dos cartas, escritas en 1800 y dirigidas a un amigo, solicitó opinión sobre la obra de José-Joaquín González de la Cruz, consistente en versificar el drama de Jovellanos El delincuente honrado. En estas cartas rebatía los argumentos de su corresponsal (cuyo nombre se ignora) que condenaba la versificación. Muriel utilizó estas cartas con el fin de expresar su opinión sobre lo que convenía para difundir las luces. Según él, “dar un mérito exclusivo a las obras de los hombres ilustres” era “el obstáculo más funesto a la propagación de las luces”.
Según ha documentado el historiador Gómez Urdáñez en un artículo académico de 2008, Andrés Muriel falleció en La Gallega, Burgos, en 1845, villa próxima a su localidad natal de Abejar, tras años de exilio en París (lugar que varios trabajos dan como el de su fallecimiento).

## Obras
- Elogio del Doctor Don Francisco Ayuso y Peña, leído por Don ~, el día 11 de Febrero de 1804 (Madrid: Imprenta de la Viuda de Ibarra, 1804)
- Los Afrancesados o una cuestión de política, por D. ~ (Paris: Rougeron, 1820)
- Notice sur D. Gonzalo O'Farrill, lieutenant general des armees de S. M. le roi d'Espagne... (1831)
- Historia de Carlos IV (Madrid: Real Academia de la Historia, 1894)